# Hemerobius dorsatus
Hemerobius dorsatus is een insect uit de familie van de bruine gaasvliegen (Hemerobiidae), die tot de orde netvleugeligen (Neuroptera) behoort. 
Hemerobius dorsatus is voor het eerst wetenschappelijk beschreven door Banks in 1904.